# Arte della Controriforma

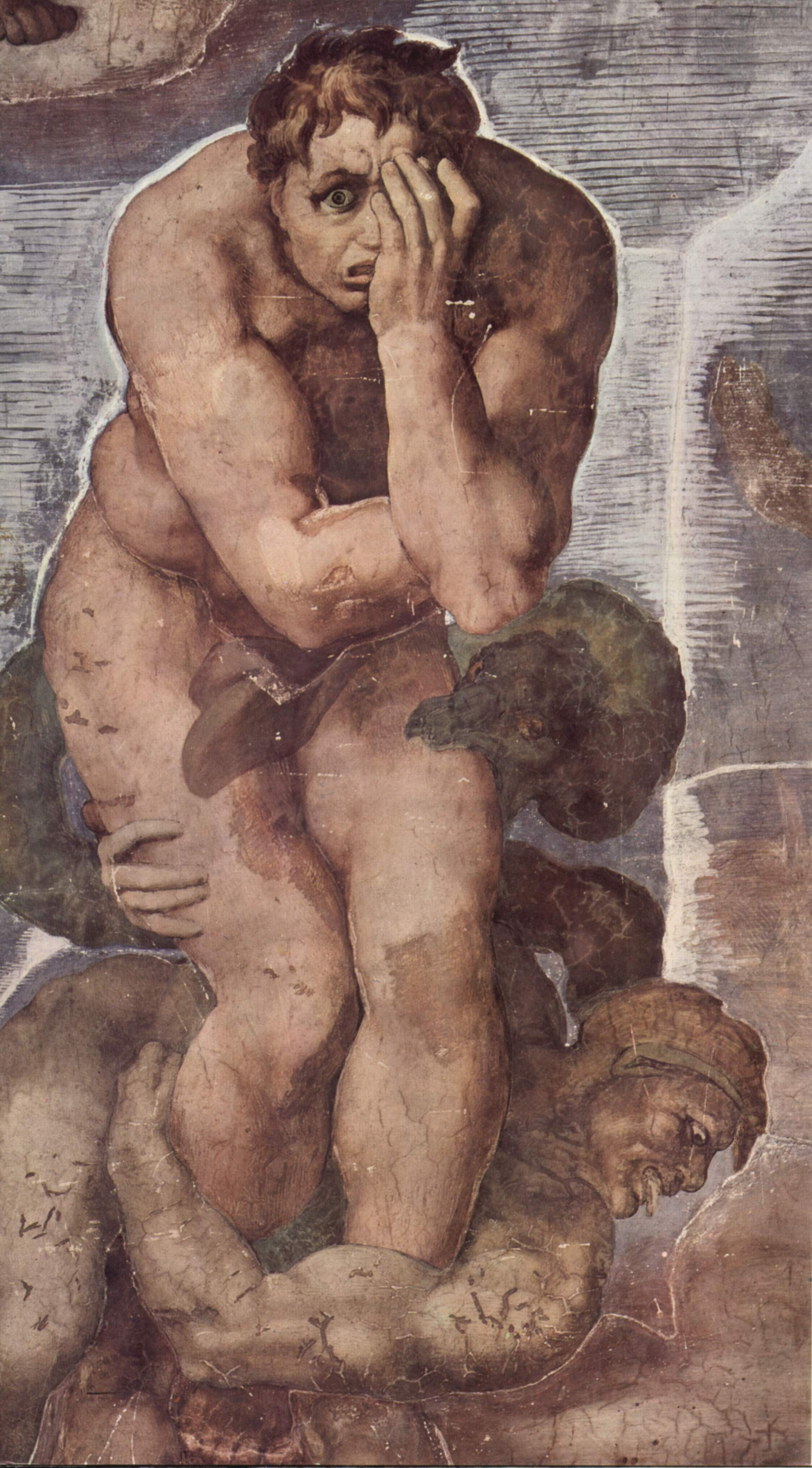
Michelangelo (con intervento successivo del Braghettone), particolare del Giudizio Universale, Cappella Sistina, Vaticano

Per arte della Controriforma si intende quella parte di arte europea della seconda metà del XVI secolo che è più fortemente influenzata dagli indirizzi teorici sull'arte sviluppati a seguito del Concilio di Trento.

## Quadro storico
Le spinte verso una riforma della Chiesa e della sua organizzazione si ebbero già tra la fine del XV e l'inizio del XVI secolo, soprattutto con la predicazione di Girolamo Savonarola. A metà del XVI secolo le divisioni all'interno dell'ortodossia romana erano divenute incolmabili, il movimento che iniziò come una accesa protesta contro il degrado morale della corte papale e di tutta la gerarchia ecclesiastica culminò nell'organizzazione di una chiesa parallela. Per controbattere ed arginare il diffondersi della Riforma protestante nacque la volontà di ridefinire il ruolo della Chiesa. Le 95 tesi di Lutero, lo scandalo della vendita delle indulgenze promossa da papa Giulio II e da papa Leone X, le riflessioni di Erasmo da Rotterdam, i precari equilibri politici negli stati ancora feudali del nord Europa, la pressione turca a oriente, tutte queste ed altre ancora furono le cause di quello sfogo dei nervosismi internazionali che fu il Sacco di Roma del 1527. 
Il ruolo della Chiesa come mediatrice super-partes tra Dio e l'uomo era definitivamente messo in dubbio, l'intoccabilità stessa della figura del papa era ormai un ricordo lontano. È con papa Paolo III Farnese (1534-1549) che si iniziò a pensare ad un cambiamento, egli promosse a cardinali dei prelati notoriamente riformatori, come Gasparo Contarini e Reginald Pole. Inoltre i nuovi ordini diventano uno dei baluardi dell'ortodossia: nel 1540 il papa conferma la Compagnia di Gesù. Ad avversare Pole e i riformatori sarà l'intransigenza del potentissimo cardinale Gian Pietro Carafa, il campione dei conservatori romani. Quando nel 1542 viene ripristinato il Tribunale dell'Inquisizione sarà una commissione guidata da Carafa ad esserne al vertice. Nel 1543 si ripristina la censura contro le opere 
considerate contrarie alla dottrina cattolica.
Nel 1545 Paolo III convoca, con il beneplacito dell'imperatore Carlo V, il Concilio di Trento. In questo clima il ruolo delle immagini viene poi ripensato, ed è quindi logico che, pur non essendoci delle direttive specifiche in materia emanate dal Concilio, alla chiusura delle sedute nel 1563 gli artisti sentirono sulle loro spalle una responsabilità enorme, il dovere di emendare una delle cause scatenanti della Riforma protestante, la licenziosità e il lusso delle loro opere.

## La questione delle immagini sacre
Calvino e Zwingli sono intransigenti verso le immagini e qualunque orpello di cui la Chiesa Cattolica si veste, Andrea Carlostadio è, tra i predicatori tedeschi, il più duro verso quelli che definisce idoli di pittura. Anche Erasmo da Rotterdam aveva notato, nel suo Elogio della follia (1511) che le immagini sacre alimentavano un rito pagano della venerazione dei Santi. In molte città tedesche, inglesi, francesi, svizzere, si passa quindi all'atto pratico della distruzione in una massiccia campagna iconoclasta, proprio come, anni prima, Savonarola fece a Firenze. 
Ma il protagonista della Riforma protestante, Lutero, è in disaccordo con questo intransigente movimento iconoclasta e la sua posizione si avvicina a quella che assumerà la Chiesa cattolica nelle ultime sedute del Concilio nel 1563: la funzione didattica che la tradizione cattolica ha da sempre attribuito alle immagini è essenziale per la crescita della fede tra gli incolti, insomma, le arti figurative sono o devono essere la Biblia pauperum, la bibbia dei poveri analfabeti, già legittimata da Gregorio Magno nel VI secolo.

## De invocatione, veneratione et reliquis sanctorum et sacris imaginibus

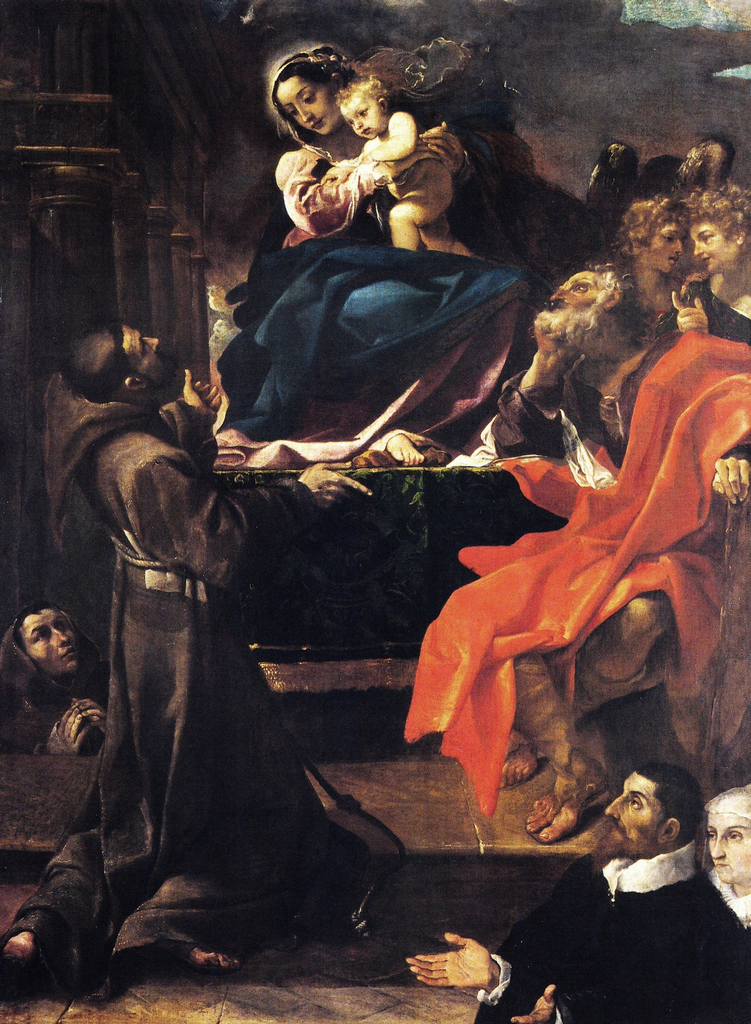
Madonna col Bambino, i santi Giuseppe, Francesco e due committenti ("La Carraccina", 1591), Cento, Pinacoteca civica

In questo decreto la Chiesa romana introduce il controllo delle opere da parte delle autorità religiose locali. Le opere devono essere vagliate con attenzione e in esse vi deve essere chiarezza, verità, aderenza alle scritture. La piena leggibilità, il decoro, devono essere caratteristiche imprescindibili; le deformazioni, i lussi e i viluppi e le disinvolture del Manierismo sono condannati senza appello.
Ma il decreto non pone delle regole ferree, non mette confini espliciti, si affida al controllo delle gerarchie locali. Nascono dei trattati che tentano di codificare queste norme: le Instructiones fabricae et suppellectilis ecclesiasticae (1577) di Carlo Borromeo, arcivescovo di Milano, e il Discorso intorno le immagini sacre e profane (1582) dell'arcivescovo di Bologna Gabriele Paleotti sono i più importanti. 
Eppure né i decreti conciliari né i trattati ebbero un impatto significativo sulle scelte stilistiche degli artisti. Esemplare l'episodio di Botticelli svoltosi ai tempi del Savonarola. L'artista venne influenzato direttamente dalle prediche del frate e decise, di sua spontanea volontà, di non dipingere più soggetti profani e licenziosi e di gettare nel fuoco le sue opere più scabrose. Anche alcuni artisti che videro il Sacco di Roma, come Sebastiano del Piombo, che credette l'invasione dei Lanzichenecchi una punizione divina, cambiarono il loro modo di dipingere. Anche questa volta, più che le indicazioni venute da terzi, in molti casi inesperti delle cose artistiche, fu il clima stesso ad influenzare gli artisti.

## Il Giudizio universale di Michelangelo
Dipinto tra il 1536 e il 1541 il Giudizio universale della Cappella Sistina rappresentava in pieno il profondo sentimento religioso di Michelangelo e della cerchia intellettuale di Contarini e Pole: qui 400 figure in pose diverse sono accomunate dalla nudità, l'immenso dramma universale che esprime è messo in luce dalla semplicità dell'impianto, dalla mancanza di costruzioni retoriche, dalla nudità stessa. L'affresco, pregno di citazioni letterarie e figurative, venne poco compreso. 
Un documento conciliare del 21 gennaio 1564 decreta che «le pitture nella cappella apostolica vengano coperte, nelle altre chiese vengano invece distrutte qualora mostrino qualcosa di osceno o di patentemente falso.» A nemmeno un anno dalla morte del maestro uno dei suoi seguaci, Daniele da Volterra, viene incaricato di velare con delle braghe a secco le vergogne dei personaggi del Giudizio e di rifare a fresco la figura scabrosa di San Biagio, accovacciato impudicamente su Santa Caterina d'Alessandria.
Anche Paolo Veronese subirà un processo per la sua Ultima cena dipinta nel 1573. Il dipinto venne accusato dall'Inquisizione di essere troppo affollato di figure poco consone alla scena sacra, e si accusa il pittore di aver inserito questi personaggi per svilire il senso mistico dell'episodio. Il processo scagionerà però Paolo, che sarà comunque condannato a correggere et emendare l'opera cambiandone il titolo con La cena in casa Levi.

## Pittura

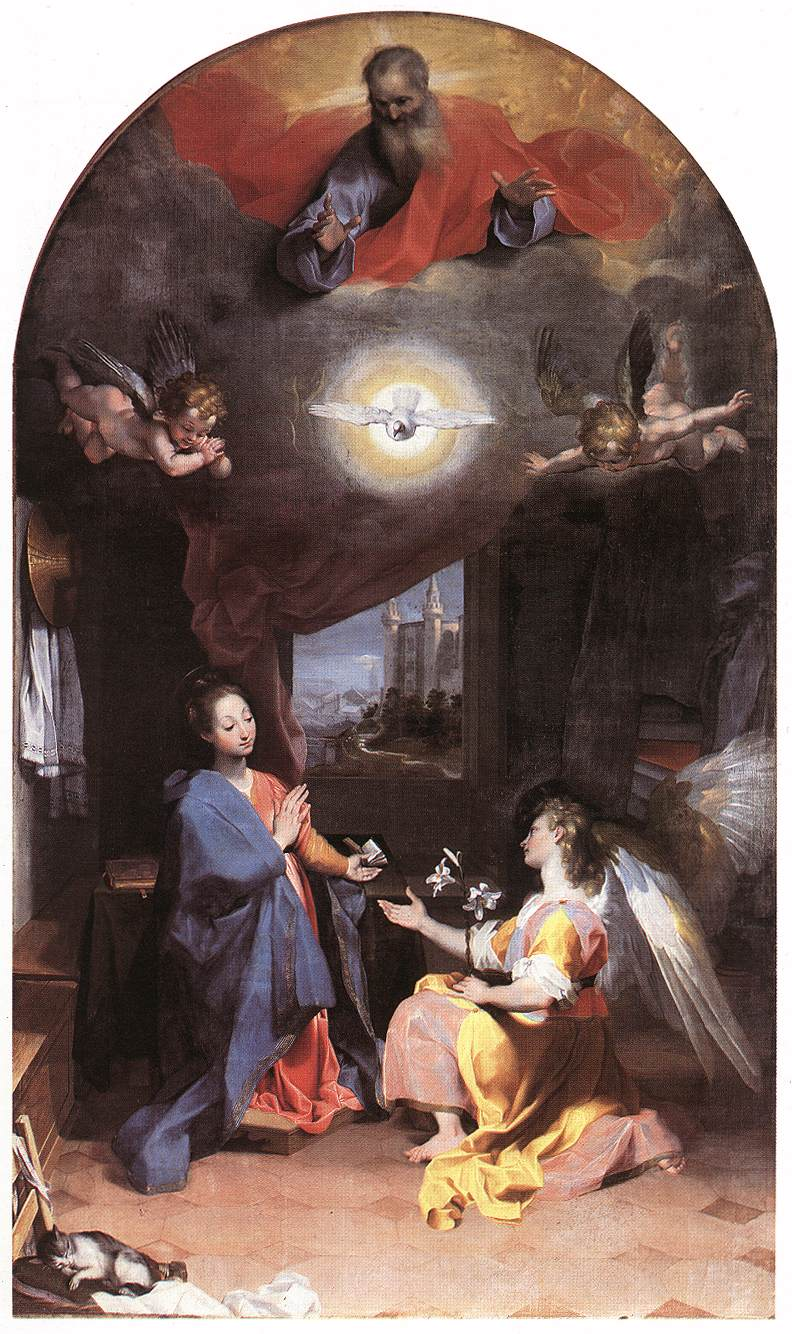
Federico Barocci, Annunciazione, Assisi, Santa Maria degli Angeli

Principali pittori di questa fase sono
- Federico Barocci
- Giovan Battista Moroni
- Antonio Campi
- Luca Cambiaso
- Marco da Siena
- Simone Peterzano
- Scipione Pulzone
- Marcello Venusti
- Bartolomeo Cesi
- Ludovico Carracci
- Il Cerano
- Jacopo Barozzi da Vignola
- Tanzio da Varallo
- Pier Francesco Mazzucchelli detto il Morazzone
- Camillo Procaccini
- Giulio Cesare Procaccini
- Giovanni Domenico Caresana
- Guglielmo Caccia detto il Moncalvo

## Architettura
Due sono le chiese che diventano modelli per tutte le nuove edificazioni: a Roma la Chiesa del Gesù la cui pianta nacque dall'idea di Giovanni Tristano e da Jacopo Barozzi detto il Vignola mentre la progettazione della facciata fu assegnata a Giacomo Della Porta, voluta già nel 1550 da Ignazio di Loyola e dal generale dei gesuiti Francesco Borgia, ma portata a termine solo grazie all'intervento e al finanziamento del potente cardinale Alessandro Farnese dal 1568 al 1584.
L'altra è San Fedele a Milano, nata sotto il vigile controllo di Carlo Borromeo, con progetto dell'architetto bolognese Pellegrino Tibaldi, realizzata dal 1569. L'architettura barocca (Gian Lorenzo Bernini, Francesco Borromini,  Pietro da Cortona, Baldassarre Longhena) si sviluppò a partire dall'età controriformistica.
Dell'età della Controriforma sono anche vari Sacri Monti del Piemonte e della Lombardia e i complessi parrocchiali della Bretagna.